# Idiolektische Gesprächsführung
Idiolektische Gesprächsführung ist eine Gesprächsform mit Augenmerk auf der Eigensprache, dem sogenannten Idiolekt des Gesprächspartners. Unter dem Idiolekt versteht man das individuelle Sprachmuster eines Sprechenden mit all seinen phonetischen, grammatikalischen und die Wortwahl betreffenden Vorlieben. Der Zuhörende fokussiert sich voll auf den Sprechenden.

## Geschichte
Das idiolektische Konzept geht zurück auf den Arzt und Psychotherapeuten Adolphe David Jonas (1913–1985), der anfangs in New York wirkte und später in London, Würzburg und Wien lehrte. Das Konzept erlebte eine theoretische und praktische Weiterentwicklung und Fundierung im deutschsprachigen Raum. In Würzburg wurde 1985 die Gesellschaft für Idiolektik und Gesprächsführung gegründet.

## Die Haltung des Zuhörenden, Auswirkung
Vereinfacht formuliert gibt es in einem idiolektischen Gespräch einen Sprechenden und einen Zuhörenden. Der Zuhörende fokussiert sich voll auf den Sprechenden. Er unterstützt in zurückhaltender und wertschätzender Haltung den Sprechenden durch wertfreie und zieloffene Fragen dabei, einen Zugang zu seinen Ressourcen zu bekommen. Der Sprechende behält immer die volle Entscheidungsfreiheit darüber, was, in welcher Form und wie viel er sich dem Zuhörenden mitteilt. Durch die behutsamen Fragen
- gewinnt der Sprechende Zugang zu seinen Ressourcen,
- erkennt eigene Haltungen und Gedankenmuster und
- gegebenenfalls auch schon Veränderungsmöglichkeiten.

## Fragetechnik
Die Fragetechnik besteht aus einfachen, kurzen und offenen Fragen, in denen die Eigensprache des Sprechenden aufgegriffen wird. Dazu folgt der empathisch Fragende dem Erzählfluss des Sprechenden und versucht Schlüsselwörter wahrzunehmen. Zentral ist dabei das Halten der Resonanz und das Zurückstellen von eigenen Impulsen oder Anregungen. Mögliche Fragen sind:
- „Wie kann ich mir ... vorstellen? Können Sie mir ein Beispiel geben?“
- „Wie funktioniert das? Wie macht man das?“
- „Was müsste man mit mir tun, damit ich das spüren könnte ... ?“
- „Was ist da jetzt gerade?“

Zusätzlich achtet der Fragende auf den Redefluss, die Bildhaftigkeit der Sprache und nonverbale Signale.

## Anwendungsbereiche
Die idiolektische Gesprächsführung kann in erkenntnis- und forschungsorientierten Settings Anwendung finden. Daneben auch in angespannten Alltagssituationen, da die idiolektische Gesprächsführung stark deeskalierend wirkt.